# IC 531
IC 531 — галактика типу SBab у сузір'ї Гідра.
Цей об'єкт міститься в оригінальній редакції індексного каталогу.